# Donji Hadžići
Donji Hadžići su naselje u općini Hadžići, Federacija BiH, BiH.

## Stanovništvo
Nacionalni sastav stanovništva 1991. godine, bio je sljedeći:
ukupno: 458
- Bošnjaci - 405 (88,42%)
- Srbi - 35 (7,64%)
- Hrvati - 6 (1,31%)
- Jugoslaveni - 9 (1,96%)
- ostali, neopredijeljeni i nepoznato - 3 (0,67%)